# Antonio Ghiardello
Antonio Ghiardello, född 21 mars 1898 i Santa Margherita Ligure, död 5 januari 1992, var en italiensk roddare.
Ghiardello blev olympisk bronsmedaljör i fyra utan styrman vid sommarspelen 1932 i Los Angeles.